# Окамура, Ясудзи
Ясудзи Окамура (яп. 岡村 寧次; 15 мая 1884, Токио, Япония — 2 сентября 1966, там же) — генерал Императорской армии Японии, командующий  японской Экспедиционной армией в Китае с ноября 1944 года и до окончания Второй мировой войны. Обвинялся в военных преступлениях, но в 1949 году был оправдан Шанхайским трибуналом и репатриирован на родину.

## Биография

### Ранние годы
Родился в Токио в 1884 году. Окамура учился восемь лет в начальной школе Сакамати. В 1897 году он поступил в среднюю школу Васэда. В 1898 году он был переведён в Токийскую военную среднюю школу, а позже учился в Армейской центральной детско-юношеской школе. Окамура поступил в Военную академию Императорской армии Японии в 1899 году и закончил её в 1904 году. Его одноклассниками были Сэйсиро Итагаки, Кэндзи Доихара и Рикити Андо. После окончания академии получил звание лейтенанта Императорской армии Японии, был направлен служить в 1-й пехотный полк.
В 1910 году Окамура окончил Высшую военную академию Императорской армии Японии и получил звание капитана вскоре после окончания в 1913 году. Он служил на ряде должностей в Генеральном штабе Императорской армии Японии во время и после Первой мировой войны. Ненадолго переехал в Китай в начале 1920-х годов, и служил военным советником китайского военачальника .
С 1932 по 1933 год Окамура был заместителем начальника штаба Шанхайской экспедиционной армии под эгидой Квантунской армии. По собственным воспоминаниям, Окамура сыграл свою роль в вербовке женщин из префектуры Нагасаки в военные бордели в Шанхае. Он также занимал должность военного атташе в Маньчжоу-го в 1933—1934 годах. Окамура был произведён в генерал-лейтенанты в 1936 году, и назначен командующим 2-й дивизии Императорской армии Японии.

### Вторая японо-китайская война
В 1938 году, через год после инцидента на мосту Марко Поло, Окамура был назначен главнокомандующим японской 11-й армии, которая принимала участие во многих крупных сражениях Второй японо-китайской войны, в частности, Сражение при Ухане, Наньчанская операция и Первая Чаншайская операция. По данным историков Ёсиаки Ёсими и Сэйя Мацуно, Окамура с разрешения императора Хирохито применял химическое оружие во время этих сражений.
В апреле 1940 года Окамура был повышен в звании до полного генерала. В июле 1941 года он был назначен командующим Северо-Китайского фронта (Япония). В декабре 1941 года Окамура получил от Императорской Ставки приказ № 575, разрешающий осуществление политики трёх «всех» в северном Китае, которая в первую очередь была направлена на уничтожение Народно-освободительной армии Китая. По словам историка Мицуёси Химэты, тактика выжженной земли унесла жизни более 2,7 млн китайских граждан[страница не указана 2931 день].
В 1944 году Окамура был главнокомандующий массивной и в значительной степени успешной операцией «Ити-Го» по аэродромам на юге Китая, сохраняя при этом за собой должность командующего 6-м фронтом. Несколько месяцев спустя он был назначен Верховным Главнокомандующим Китайской экспедиционной армии. В январе 1945 года Окамура был полностью уверен в победе Японии в Китае.
После капитуляции Японии 15 августа 1945 года, Окамура представлял Императорскую армию Японии в официальной церемонии капитуляции Китайско-Бирманско-Индийского театра военных действий, которая состоялась в Нанкине 9 сентября 1945 года.
Генерал Окамура является первым подтверждённым офицером японской армии, который принуждал женщин к занятиям проституцией. Широко известен как создатель системы «женщин для утешения».

### Обвинение в военных преступлениях и послевоенные годы
После войны в 1949 году Окамуру по обвинению в военных преступлениях судил военный трибунал в Шанхае. Согласно вердикту этого трибунала Окамура был оправдан, освобождён и отправлен на родину. По англоязычным источникам, он был освобождён личным распоряжением Чана Кайши, который сохранил его в качестве военного советника для своего правительства. На допросах Окамура давал показания о Нанкинской резне:
 «Мои предположения строятся на том, что я слышал от штабного офицера Миядзаки, начальника специального отдела Ханады и начальника специального отдела в Ханчжоу Хагивары через день или два после моего прибытия в Шанхай. Во-первых, десятки тысяч актов насилия в отношении гражданского населения, изнасилований и грабежей после взятия Нанкина действительно имели место. Во-вторых, наши части на передовой применяли порочную практику казней военнопленных под предлогом отсутствия провианта».[страница не указана 2931 день]
Окамура вернулся в Японию в 1949 году и умер в 1966 году.